# سانت باولي
سانت باولي (Sankt Pauli; تُلفظ بالألمانية: [ˌzaŋkt ˈpaʊli]) هي أحد الأحياء الـ105 لمدينة هامبورغ، ألمانيا وهي تقع في المنطقة الإدارية هامبورغ-ميته. وهي تتربع على الضفة اليمنى على نهر إلبه، وتقع  أرصفة سانت باولي في الجزء الشمالي من ميناء هامبورغ.